# Pilar Massana i Llorens
Pilar Massana i Llorens (Solsona, 1951) és una treballadora social, escriptora i política catalana. Diplomada en Treball Social i llicenciada en Història. S'ha caracteritzat pel seu compromís en la millora dels serveis socials a Catalunya.

## Biografia
Des de 1973 treballa a l'Hospitalet de Llobregat. Al final de la dictadura franquista va iniciar-se en el treball comunitari al barri de Can Serra i, des de 1979, als Serveis Socials de l'Ajuntament amb el primer ajuntament democràtic. Al llarg de la seva vida ha treballat a tots els barris de la ciutat, excepte la Florida i el Gornal. El seu article L'atenció social primària a L'Hospitalet. 1975-1989. forma part de l'obra col·lectiva Els serveis socials d'atenció primària. Recull de documents 1980-2000, Barcelona: Diputació de Barcelona, 2003.
Va ser regidora de l'Hospitalet de 1995 a 1999 per la llista d'Iniciativa per Catalunya i després per la d'Esquerra Unida i Alternativa.
Va escriure L'Hospitalet a l'inici del s. XVIII, homes i terres: cadastres de 1718 i 1724. L'Hospitalet de Llobregat: Centre d'Estudis de l'Hospitalet / Ajuntament de l'Hospitalet de Llobregat, 1985.
L'any 1984 participa activament en el referèndum ciutadà contra l'entrada d'Espanya a l'OTAN. Viatja a Nicaragua, als camps de refugiats sahrauí, a l'Iraq i a Bolívia, en missions de solidaritat i de pau. Vinculada de manera molt directa a la Plataforma Aturem la Guerra, de la qual va ser una de les portaveus.
Sòcia fundadora del Centre d'Estudis de l'Hospitalet des de 1983, i presidenta del Centre des del 2007 fins al 2010. Actualment ocupa el càrrec de vicepresidenta.
Va participar amb l'article Plataforma per l'aixecament de les sancions a l'Iraq, en l'obra col·lectiva El Moviment per la Pau a Catalunya. Barcelona: Generalitat de Catalunya, 2007.
Ha estat guardonada amb la Medalla d'Or del Treball Social 2013, per la seva trajectòria de 40 anys en defensa dels drets socials, i amb el premi Memorial per la Pau Joan XXIII atorgat per la Universitat Internacional de la Pau, 2025.
L’any 1982 es va casar amb Jaume Botey i Vallès i actualment és membre de la junta de l'entitat Llegat Jaume Botey i Vallès. El seu compromís amb la gent de la ciutat es va estendre als àmbits del treball social, la cultura i la política.